# Internationale Konvention zum Schutz der Rechte aller Wanderarbeitnehmer und ihrer Familienangehörigen

Karte der Ratifiziererstaaten (grün) und Unterzeichnerstaaten (gelb)

Die Internationale Konvention zum Schutz der Rechte aller Wanderarbeitnehmer und ihrer Familienangehörigen (englisch International Convention on the Protection of the Rights of All Migrant Workers and Members of Their Families, ICRMW), kurz UN-Wanderarbeiterkonvention, ist eine von den Vereinten Nationen getragene Konvention, die der Verbesserung des rechtlichen Status von Migranten mit Arbeitnehmerstatus, Saison- und Gelegenheitsarbeitern sowie deren Familienangehörigen dient. Die Konvention legt fest, wie die allgemeinen Menschenrechte im Besonderen für Wanderarbeiter anzuwenden sind. Mit ihr wurde erstmals eine verbindliche rechtliche Basis für die Behandlung dieser besonderen Personengruppe geschaffen.
Nach dem Beschluss der UN-Generalversammlung am 18. Dezember 1990 und ihrer Ratifizierung durch zwanzig Staaten trat die Konvention am 1. Juli 2003 in Kraft. Zur Überwachung ihrer Umsetzung wurde der UN-Ausschuss zum Schutz der Rechte aller Wanderarbeitnehmer und ihrer Familienangehörigen (Committee on the Protection of the Rights of All Migrant Workers and Members of Their Families) eingerichtet. Das Vertragsorgan nahm 2004 seine Arbeit auf.
Der Schutz der UN-Wanderarbeiterkonvention erstreckt sich auch auf Personen, die sich illegal im Land aufhalten oder illegal einer Beschäftigung nachgehen. Bestimmte Personen sind von der UN-Wanderarbeiterkonvention ausgenommen, etwa Angestellte internationaler Organisationen, Diplomaten, Entwicklungshelfer in staatlichen Hilfsprogrammen, Flüchtlinge, Staatenlose, Studenten und Praktikanten sowie (im Allgemeinen) Seefahrer und Offshore-Arbeiter.

## Stand der Ratifizierung
Die Konvention wurde bisher von folgenden 60 Staaten ratifiziert (Stand: 18. Dezember 2024):
| - Ägypten - Albanien - Algerien - Argentinien - Aserbaidschan - Bangladesch - Benin - Belize - Bolivien - Bosnien und Herzegowina | - Burkina Faso - Chile - Elfenbeinküste - Ecuador - El Salvador - Fidschi - Gambia - Ghana - Guatemala - Guinea | - Guinea-Bissau - Guyana - Honduras - Indonesien - Jamaika - Kap Verde - Kirgisistan - Kolumbien - Republik Kongo | - Lesotho - Libyen - Madagaskar - Malawi - Mali - Marokko - Mauretanien - Mexiko - Mosambik - Niger | - Nigeria - Nicaragua - Osttimor - Paraguay - Peru - Philippinen - Ruanda - São Tomé und Príncipe - Senegal | - Seychellen - Sri Lanka - St. Vincent und die Grenadinen - Syrien - Tadschikistan - Tschad - Türkei - Uganda - Uruguay - Venezuela - Simbabwe |

Weitere 12 Staaten haben die Konvention unterzeichnet:
| - Armenien - Gabun - Haiti | - Kambodscha - Kamerun - Komoren | - Liberia - Montenegro - Palau | - Serbien - Sierra Leone - Togo |

Bislang haben fast keine Industrie- und Einwanderungsländer die Konvention unterzeichnet oder ratifiziert.